# Lajše, Železniki
Lajše este o localitate din comuna Železniki, Slovenia, cu o populație de 107 locuitori.